# رونالد توب
رونالد توب (بالهولندية: Ronald Top)‏ هو صحفي وممثل هولندي، ولد في 1964.

## وصلات خارجية
- رونالد توب على موقع IMDb (الإنجليزية)
- رونالد توب على موقع قاعدة بيانات الفيلم (الإنجليزية)